# 這不是動畫
這不是動畫（日语： Anime janai），副題為「忘記夢想的古老地球人啊」（日语： Yume wo Wasureta Furui Chikyūjin yo），是日本男歌手新井正人的單曲，於1986年2月發行。同名A面歌曲為電視動畫《機動戰士GUNDAM ZZ》的前期片頭曲，B面歌曲時代正在哭泣（日语： Jidai ga Naiteiru）為該動畫的前期片尾曲。

## 背景
1986年播映的《機動戰士GUNDAM ZZ》（下稱《ZZ》），是始於1979年的機械人動畫「GUNDAM系列」的第三部電視動畫。該作起用了男歌手新井正人演唱前期片頭曲及片尾曲，亦即本單曲的A面及B面歌曲。新井正人出道於1977年，在此之前已曾演唱一些劇集及動畫的主題曲。他亦有創作歌曲，但本單曲作為他的代表作，他並沒有參與創作。

## 曲目
| EP黑膠碟 | EP黑膠碟         | EP黑膠碟 |
| 曲序     | 曲目             | 时长     |
| -------- | ---------------- | -------- |
| 1.       | 這不是動畫（）   | 4:02     |
| 2.       | 時代正在哭泣（） | 4:39     |
| 总时长： | 总时长：         | 8:41     |

## 歌曲介紹

### A面
這不是動畫是《ZZ》第1-25話的片頭曲。此歌起用了喜好奇峰突出博取關注的作詞家秋元康填詞，亦貫徹了他此一風格。歌詞描述某年輕人在獨自一人時總是看到一些不可異議的東西，雖然身邊的人認為只是他看得太多電視與漫畫所引起的幻想，但他仍堅信為真。動畫通常予人大話西遊的感覺，但這動畫主題曲的歌詞卻以「絕對絕對不是胡謅」（絶対に絶対に嘘なんか言ってない），「這是真的」（本当のことさ）等語顛覆大眾印象，「這不是動畫」一語亦在歌中重覆了多遍。有媒體評論認為歌詞「被稱為常識的眼鏡不能窺探到我們的世界 忘記夢想的古老地球人啊」（常識と言う眼鏡で僕たちの世界はのぞけやしないのさ　夢を忘れた古い地球人よ），是從該動畫主角捷度·艾斯圖（ジュドー・アーシタ）的視點出發。
新井正人曾憶述，在發表此歌的三年前曾目睹不明飛行物體（類似歌詞中的經歷），他認為不管真假，此經歷對身為音樂家的他來說是一個重大的浪漫體驗。

#### 動畫片頭影片
片頭的其中一個片段表現了人類演化過程，由人猿演化為人類，再演化為劇中的年輕新類型人（前兩作與《ZZ》的三位主角阿寶·尼爾（アムロ・レイ）、嘉美尤·維達（カミーユ・ビダン）、捷度·艾斯圖按順序交替出現）。曾惡搞不少其他動漫作品的2000-2010年代動畫《銀魂》，亦曾對片頭該段內容進行戲仿。

### B面
時代正在哭泣是《ZZ》第1-25話的片尾曲。當中歌詞有「忘記夢想的孩子們」（夢を忘れた子どもたち）、「什麼都忘記了的大人們」（すべて忘れた大人たち），其主旨與片頭曲這不是動畫類似，點出懷著夢想自由自在地生活，為人生的重要意義。

## 發行與榜單成績
1986年2月21日由King Records及旗下廠牌Star Child發行。於Oricon公信榜單曲週榜上榜共7週，最高排名是第41位。

## 迴響
這不是動畫作為動畫歌曲，歌名及歌詞卻強調「不是動畫」，次文化評論家岡田斗司夫提及了GUNDAM系列原作者及導演富野由悠季當時對作詞人秋元康此一構思非常不滿的傳聞。此歌甫推出時引起動畫觀眾嘩然，但也讓觀眾留下深刻印象，成為日後的名曲。新井正人亦稱當時曾因這種特別的歌詞而被取笑，但至今已成為街知巷聞的歌曲。
《ZZ》相對於前兩作，風格上進行了明顯的調整，增加了輕鬆胡鬧的元素，有媒體評論認為當時是屬於尚未定型的新主調，而這首看似稚氣未除的片頭曲正好能迎合它。

## 備註
1. ↑  有些歌詞網站把B面曲時代正在哭泣的作曲者寫作，應為「芹澤廣明」之筆誤。
2. ↑  如第一段開首的「在夜闌人靜大家熟睡的時候，望出窗外的天空，看到了非常不得了的東西，大人們都取笑我，電視看得太多了」。